# Chet Anekwe
Chet Anekwe és un actor i director de cinema nigerià que va néixer a Lagos i que va créixer a Nova York. Ha treballat a la indústria de Hollywood, Nollywood i el teatre de Nova York.

## Filmografia

### Actor
Chet Anekwe ha treballat com a actor en les pel·lícules:
| Any  | Film                             | Rol                       | Notes                                                                          |
| ---- | -------------------------------- | ------------------------- | ------------------------------------------------------------------------------ |
| 2001 | Sheena (sèrie de TV)             | Karnivan                  |                                                                                |
| 2004 | Shpionskie igry: Nelegal         |                           |                                                                                |
| 2004 | Dream Job (sèrie de TV)          | ell mateix                |                                                                                |
| 2006 | Phat Girlz                       | Home nigerià flirtejador  | amb Mo'Nique                                                                   |
| 2006 | 30 Days                          | Kene Alumona (com C.B.A.) | amb Genevieve Nnaji                                                            |
| 2008 | Spy Games: A Private Visit       | Agent de l'FBI            |                                                                                |
| 2008 | Mama's Great Love (curtmetratge) | Thompson                  | Director, guionista, Productor Executiu                                        |
| 2010 | Busted Life                      |                           | amb Ramsey Nouah i Pascal Atuma                                                |
| 2011 | Paparazzi - Eye in the Dark      | Davis                     | amb Van Vicker, Bayo Akinfemi, JJ Bunny, Syr Law, Tchidi Chikere, Koby Maxwell |
| 2011 | Tobi                             |                           | amb Jimmy Allen, Arturo Castro                                                 |
| 2011 | Unwanted Guest                   | Ike                       |                                                                                |

### Director
- Mama's Great Love (2008), curtmetratge

## Premis i nominacions

### Premis
- 1997 Guanyador al premi a Millor Actor Secundari als African Globe Awards (NJ), per Medea[11][12][13][14]
- 2006 'VIV' AUDELCO (NYC) Premi a la millor actuació per Real Black Men Don't Sit Crossed Legged on the Floor (Collage in blues)[15]
- 2011 Premi de Nollywood Film Critics (NAFCA): Millor actor secundari – Diaspora, Paparazzi
- 2012 Premi de Nollywood Film Critics (NAFCA): Millor Actor – Diaspora, Unwanted Guest[16]
- 2012 Premi Golden Icons Movie Academy (GIAMA): Millor Actor – Diaspora – Bianca[17]

### Nominacions
- 1997 AUDELCO (NYC) nominat a Millor Performance en un Musical per Male for Chap Am So (The Amistad Story)[18]
- 2011 Premi NIGERIAN ENTERTAINMENT - NEA (NYC) nominat a millor Actor en un curt (TOBI)[19]
- 2012 Premi a African Movie Academy – AMAA (Nigeria) nominat al premi de millor actor principal (Unwanted Guest)[20][21]